# Anamixis hanseni
Anamixis hanseni är en kräftdjursart som beskrevs av Stebbing 1897. Anamixis hanseni ingår i släktet Anamixis och familjen Leucothoidae. Inga underarter finns listade i Catalogue of Life.